# Systems Engineering
Systems Engineering (auch Systemtechnik, Systems Design oder Systems Design Engineering) ist ein interdisziplinärer Ansatz, um komplexe technische Systeme in großen Projekten zu entwickeln und zu realisieren. Systems Engineering ist nötig, da gerade in großen komplexen Projekten Punkte wie zum Beispiel Nachvollziehbarkeit, Logistik und Koordination schwerer zu handhaben sind. Dies kann zu massiven Problemen bei der Abwicklung des Projekts führen.

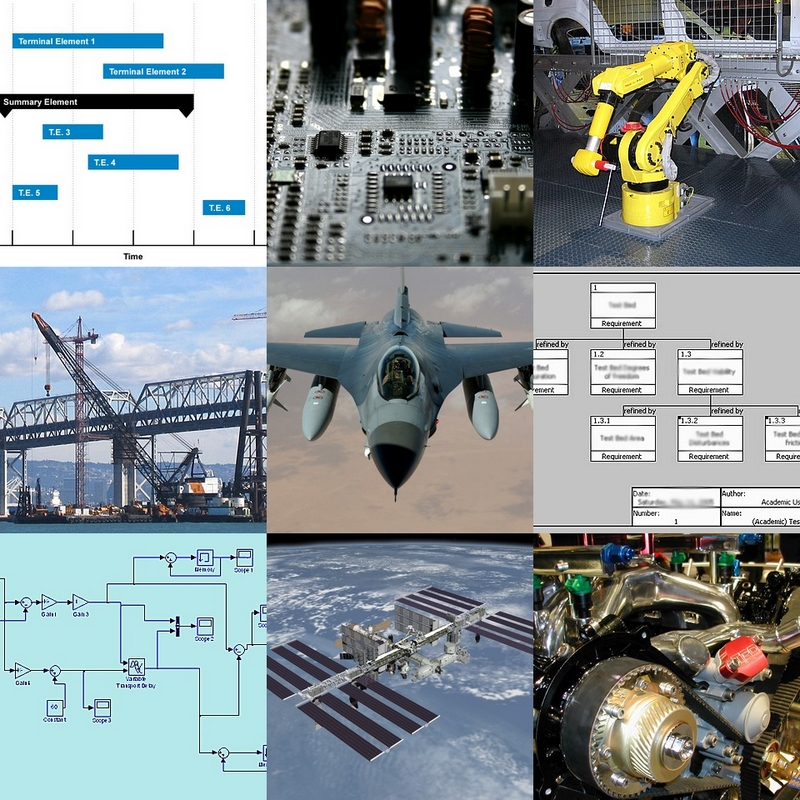
Systems Engineering-Techniken werden in komplexen Entwicklungsprojekten angewendet

Grundlegende Systems-Engineering-Prozesse sind in der Norm ISO/IEC/IEEE-15288 Systems and Software Engineering dokumentiert.

## Überblick
Im Mittelpunkt des Systems Engineering steht, die vom Kunden gewünschten Anforderungen an das zu liefernde System, die in der Spezifikation enthalten sind, innerhalb des Kosten- und Zeitrahmens zu erfüllen, indem
1. systematisch und nachvollziehbar der Problembereich analysiert wird,
2. daraus Funktionalitäten abgeleitet werden, die das System zu erfüllen hat und in der logischen Systemarchitektur abgebildet sind
3. das System in Subsysteme bis hin zu E/E-Hardware und Software-Komponenten heruntergebrochen, spezifiziert und in der physischen Systemarchitektur modelliert wird und
4. die Implementierung, Verifizierung und Validierung über alle Ebenen kontinuierlich bis zur Übergabe an den Kunden kontrolliert wird.

Dabei soll insbesondere der gesamte Produktlebenszyklus (Betrieb, Kosten, Zeitplan, Performance, Weiterbildung und Support, Test, Produktion und Wiederverwertung) berücksichtigt werden.
Systems Engineering integriert die verschiedenen Realisierungsdomänen (Maschinenbau, Software, Elektrik und Elektronik (E/E)) und Fähigkeiten in einen einheitlichen, teamorientierten strukturierten Prozess, der sich je nach Komplexität des Systems über mehrere Ebenen bis zu einer Komponente eines Unterauftragnehmers erstrecken kann. Dieser Prozess wird von der Konzeption über die Produktion bis hin zum Betrieb und in manchen Fällen bis zum Abbau beziehungsweise zur Wiederverwertung angewandt. Zudem werden für jeden Prozessschritt Methoden definiert mit dem Ziel einer systematischen Anwendbarkeit.
Idealerweise berücksichtigt das Systems Engineering technische, wirtschaftliche, rechtliche und soziale Anforderungen aller Stakeholder mit dem Ziel, dem Kunden ein Produkt zu übergeben, das dessen Vorstellungen entspricht. Eine Aufgabe ist es daher, die Grenzen für die Kosten, Zeitplan und Produzierbarkeit zu bestimmen und deren Einhaltung durch kontinuierliche Risikobewertung und -minimierung sicherzustellen.
Systems Engineering beruht darauf, dass ein System mehr als die Summe seiner Subsysteme (bzw. Teile) ist und aus diesem Grund die Gesamtzusammenhänge und Wirkketten betrachtet werden müssen. Hierbei wird vom emergenten Verhalten des Systems gesprochen. Bei einem komplexen rekursiven System bedient sich der verantwortliche Systemingenieur eines Teams von weiteren Systemingenieuren, die die Verantwortung für verschiedene Teile übernehmen.
Systems Engineering wurde im englischsprachigen Raum ein Synonym für die Entwicklung des ganzen Produkts (Hardware, Software, Service) und zusätzlich notwendiger Systeme (zum Beispiel das Testsystem oder die Maschine zur Herstellung des Produkts). Diese Rolle wurde zuletzt durch die Mensch-Computer-Interaktion (MCI) und die Wiederverwertung ergänzt.
Der Systemingenieur wird benötigt, da sich zum Beispiel ein Hardware-Ingenieur (mehr oder weniger) mit der Hardware und ein Softwareingenieur (mehr oder weniger) mit der Software beschäftigt und diese daher wenig Zeit haben beziehungsweise ihnen die Qualifikationen fehlen, um sich intensiv mit der optimierten Lauffähigkeit der Software auf der Hardware zu beschäftigen oder dass das ganze System mit seinen Elementen möglichst gut mit seiner Umgebung, insbesondere der Benutzer, interagiert bzw. ob es wie geplant genutzt werden kann.
Bei umfassenden Systemen – etwa die Entwicklung von Columbus (Raumlabor) – müssen eine Vielzahl von Disziplinen koordiniert werden (Thermodynamik, Ergonomie usw.), um das Gesamtsystem zu optimieren.

### Methoden und Aufgaben
Methoden und Aufgaben des Systems Engineering sind
- Definition und Planung der Systems-Engineering-Aufgaben und Fortschrittsbewertung zur Berichterstattung an das Projektmanagement;
- Anforderungsanalyse, Anforderungsdefinition und Anforderungsmanagement, die Grundlage der Systementwicklung;
- Systemdesignoptimierung (Modellbildung, Simulation und Bewertung), die Entwicklung des Systems;
- Systemdokumentation (Funktionsbeschreibungen, Zeichnungen, Handbücher usw.);
- Konfigurationskontrolle/Änderungswesen, in der Entwicklung gibt es oft Veränderungen, die in alle Dokumente bis zur Fertigungszeichnung nachvollziehbar eingepflegt werden müssen;
- Systemintegration (Schnittstellen-Spezifikation beziehungsweise -Produktentwicklung), um eine perfekte Einbindung in das nächstgrößere System zu gewährleisten;
- Systemverifikation und -validierung, um sicherzustellen, dass die Anforderungen erfüllt wurden;
- Risikomanagement durch periodische Soll- / Ist-Vergleiche für kritische Parameter (Masse, elektrische Leistung, SW/Programm Laufzeit/Größe usw.);
- Produkt- und Qualitätssicherung (z. B. Fehlerbäume, Fehleranalyse, FMEA);
- Nachhaltige Entwicklung, nachhaltig sollte jedes System entwickelt werden.

Je nach Komplexität und Projektphase des zu entwickelnden Systems sind die Aufgabenschwerpunkte und Inhalte verschieden.

## Geschichte
Der erste bedeutende Einsatz von „Systems Engineering“ fand 1940 in den Bell Laboratories bei der Telefonie statt. Die verschiedenen Teile des Telekommunikationssystems mussten und müssen sehr gut interagieren, was nur durch ein umfangreiches Systemverständnis und genaue Spezifikation der Anforderungen möglich wurde.
Stärker wurde „Systems Engineering“ nach dem Zweiten Weltkrieg in der amerikanischen Raumfahrt u. a. beim Apollo-Programm und bei der Entwicklung des Space Shuttle eingesetzt. Dabei wurde der Systems-Engineering-Ansatz stetig durch die NASA weiterentwickelt.
In der europäischen Raumfahrt wurde es nach den Fehlschlägen um die Europa-Raketen intensiv eingesetzt. Zu den Fehlschlägen kam es, da die verschiedenen Stufen ohne gemeinsame Koordination entwickelt wurden und diese somit nicht aufeinander abgestimmt waren. Daher wurde von den Franzosen bei der Entwicklung der Ariane-Rakete Systems Engineering intensiv eingesetzt, was schließlich zu einem großen Erfolg der Rakete führte. Seitdem ist es in der Raumfahrt Standard, Systemingenieure einzusetzen.
Im Allgemeinen wird Systems Engineering in fast allen Unternehmen in verschiedenen Tiefen eingesetzt, dabei hat es zum Teil nur andere Namen. Der extreme Aufwand für die Verifikation, der die Kosten bei Raumfahrtprogrammen in die Höhe treibt, wird bei kommerziellen Unternehmen nur reduziert implementiert.
Mittlerweile ist Systems Engineering ein de-facto Standard in der Entwicklung sicherheitsrelevanter Systeme, z. B. für Schienenfahrzeuge, Flugzeuge und Autonome Fahrzeuge, und findet vermehrt auch bei großen Infrastrukturprojekten wie der Endlagerung radioaktiver Abfälle Anwendung. Auch die betriebs- wie volkswirtschaftliche Relevanz für die Kreislaufwirtschaft zur Bewältigung der hohen Komplexität von Produktentwicklung, Liefer- und Recyclingketten wird vermehrt diskutiert.

## Geltungsbereich
In der Industrie werden die Neuentwicklungen immer komplexer, da die Anforderungen des Kunden stärker steigen. Ferner bedingen rechtliche Anforderungen und Industriestandards den Einsatz von systematischen Produktentwicklungsansätzen wie das Systems Engineering.
Um diese interdisziplinären Entwicklungen überhaupt in einer annehmbaren Zeit zu ermöglichen, ist es wichtig, den Überblick zu behalten. Genau zu diesem Zweck wurde Systems Engineering entwickelt. Wichtig ist dabei, dass das Entwickeln von großen und kleinen Systemen zu neuen Systeminformationen führen kann und diese Informationen für spätere Entwicklungen nicht verloren gehen dürfen.
Entscheidungen zu Beginn eines Projekts, deren Auswirkungen noch nicht vollständig verstanden sind, können zu gewaltigen Auswirkungen am Ende des Projekts führen, und es ist eine Aufgabe des modernen System-Ingenieurs, diese Auswirkungen zu finden und kritische Entscheidungen zu treffen. Es gibt und es wird keine Methode geben, die garantiert, dass eine heute gemachte Entscheidung immer noch gültig ist, wenn ein System nach Jahren oder Jahrzehnten in die Wartung geht, aber es gibt Techniken, den Prozess des „Systems Engineering“ zu unterstützen.
Beispiele für die Benutzung einfacher System-Methodenlehren sind Jay Wright Forresters „System Dynamics“ Methoden und die Systems Modeling Language (SysML), die kontinuierlich weiterentwickelt werden, um den Entwicklungsprozess zu unterstützen. Hilfreich ist dabei eine Modellierung und Simulation des Systems, wie es mittlerweile in allen Industrien und Wissenschaften üblich ist, um Fehler und Risiken schon vor der Produktion zu entdecken. Des Weiteren ist eine durchgängige Nachvollziehbarkeit der Anforderungen und (Sub) Systeme eine essenzielle Aufgabe des Systems Engineering, was bspw. durch den Einsatz von Model-Based Systems Engineering (MBSE) erleichtert wird.

## Mit Systems Engineering in Beziehung stehende Bereiche
Es ist offensichtlich, dass viele spezielle Bereiche innerhalb des Produktentstehungsprozess mit den Teilbereichen des Systems Engineering in Berührung kommen. Die steigende Anzahl von komplexen und sehr unterschiedlichen Systemen erwirkt immer größere Überschneidung zwischen diesen Bereichen. Viele Teilbereiche begreifen ihre eigenen Leistungen nur als Teil der größeren Gebiete, sie tragen jedoch auch zur Weiterentwicklung und Forschung des Systems Engineering bei.

### Softwareentwicklung
Die Softwareentwicklung hat jüngst geholfen, Systems Engineering weiterzuentwickeln. Techniken, die ursprünglich entwickelt wurden, um mit komplexer Software intensive Systeme umgehen zu können, haben geholfen, große Änderungen bei den eingesetzten Tools, Methoden und Prozessen im Systems Engineering zu verwirklichen, zum Beispiel SysML, CMMI, objektorientierte Analyse und Design, Anforderungsmanagement, Formale Methoden und Formale Sprachen.

### Sicherheitstechnik
Sicherheitstechnik wird heute überall dort angewandt, wo Menschen große komplexe Ereignisse absichern wollen, damit diese Systeme keine Schäden auslösen können. Die meisten dieser Sicherheitstechniken dienen dazu, geplant mit Fehlern umzugehen.
Relevante Safety-Standards der Automobilindustrie sind z. B. ISO 26262 Funktionale Sicherheit und ISO 21448 (SOTIF). Dabei wird häufig ein Safety-by-Design Ansatz gewählt, womit schon in der frühen Phase der Entwicklung Sicherheitstechniken angewandt werden.
Die momentanen Entwicklungsstandards definieren Risikokategorien und Modelle für Sicherheitsebenen oder Sicherheitsanforderungsstufen und leiten daraus Anforderungen an die Entwicklung sowie die Qualitätssicherung ab. Ein weiterer Bereich ist die Fehlerbaumanalyse (FTA), diese auf das gesamte System und deren Domänen wie Software anzuwenden, ist trotz der Komplexität der Systeme, ein mögliches Ziel in der Entwicklung des Systems Engineering.

### Informationssicherheit
Die Informationssicherheit (Security Engineering) wird im Zeitalter der Digitalisierung, insbesondere bei der Entwicklung sicherheitsrelevanter Systeme, immer wichtiger. Ziel dabei ist es potentielle Angriffsvektoren auf das System zu identifizieren, Sicherheitsziele und Schutzmaßnahmen zu definieren. Dabei wird häufig ein Security-by-Design Ansatz gewählt, womit schon in der frühen Phase der Entwicklung der Informationssicherheit ein hoher Stellenwert zukommt.

### Reliability Engineering
Reliability Engineering (Ausfallsicherheitsentwicklung) ist eine Disziplin um sicherzustellen, dass ein System die Nutzererwartungen oder die Fehlerfreiheit während des Produktlebens erfüllt. Reliability Engineering wird für das ganze System mit seiner Hard- und Software angewandt. Es ist stark mit der Wartbarkeit und der Logistik verknüpft. Reliability Engineering wird oft mit Teilbereichen der Sicherheitstechnik angewandt, wie Ausfallverhalten und Fehlerbäume. Reliability Engineering vertraut stark auf Statistiken, Wahrscheinlichkeitstheorie und Betriebssicherheitstheorie mit seinen Tools und Vorgängen.

### Schnittstellendesign
Schnittstellendesign beschäftigt sich damit, die Teile eines Systems miteinander zu verbinden. So werden z. B. Kommunikationsprotokolle bestimmt, um die Interaktionen der Systeme bzw. Subsysteme sicherzustellen.
Ein Beispiel hierfür ist, dass Signale die ein System/Gerät verlassen innerhalb einer Toleranz liegen müssen oder der Empfänger eine größere Signaltoleranz haben muss als der Sender, um die Funktionen des Systems aufrechtzuerhalten. Zusätzlich muss definiert werden, wie groß im Fehlerfall z. B. die Spannung am Sender werden darf und wie groß die Toleranz des Empfängers sein muss, damit keine Failure-Propagation eintritt.
Mensch-Computer-Interaktion (englisch human-computer interaction, HCI) ist ein anderer Aspekt des Schnittstellendesigns und ein sehr vitaler Teil des modernen Systems Engineering, wenn dazu der User eines Systems betrachtet wird.
Außerdem ist zu beachten, dass jedes System auch ein Subsystem eines anderen ist. Daher sollte sich beispielsweise ein Pumpenhersteller Gedanken darüber machen, wie sein Kunde die Pumpe einsetzen will und die Schnittstellen dementsprechend gestalten.

“Every system is somebody’s subsystem.”

„Jedes System ist irgendjemandes Subsystem“

### Kognitives „Systems Engineering“
Kognitives „Systems Engineering“ sieht den Menschen als Teil des Systems. Kognitives Systems Engineering hängt stark mit den Erfahrungen, die über Jahrzehnte in den Anwendungen der beiden Teilbereiche Kognitive Psychologie und Systems Engineering gemacht wurden, zusammen.
Kognitives Systems Engineering hat sich stark auf das Erforschen der Interaktionen zwischen Mensch und Umwelt fokussiert, ebenso sollen Systeme entwickelt werden, die das menschliche Denken integrieren. Kognitives Systems Engineering arbeitet an den Punkten:
- Probleme die durch die Umwelt auftreten
- Notwendigkeit von Vermittlern (Mensch und Software)
- Interaktion der verschiedenen Systeme und Technologien, um die Situation beeinflussen zu können.

### Risikomanagement
Risikomanagement ist in der Raumfahrtindustrie ein notwendiges Hilfsmittel des Systems Engineering, damit mögliche Gefahren von Entwicklungen abschätzbar werden und somit die Systementwicklung erfolgreich durchgeführt werden kann.
Bereits vor Abgabe eines Angebots (besonders Festpreisangebote) wird dem Projektleiter die erste Risikobewertung vorgestellt:
- Nichterfüllung von kritischen Anforderungen
- Mangelhafte Weiterleitung von Systemanforderungen an Unterauftragnehmer
- Verzögerungen beim Teamaufbau
- usw.

Hierbei werden zwischen den Definieren der Risiken und der Projektleitung Wahrscheinlichkeiten für das Eintreten diskutiert. Alle identifizierten Risiken werden in Hinsicht auf Kosten- und Zeitplan-Einflüsse bewertet und bei der Abgabe des Angebots berücksichtigt.
Im Verlauf eines Projektes werden die Risiken periodisch überprüft und mit dem fortschreitenden Erkenntnisstand justiert.
Vom Auftraggeber geforderte, periodische Berichte dienen ebenso zum Risikomanagement, wobei bei Anfang des Projektes bestimmte Reserven gefordert werden, die bei den Milestones nicht unterschritten werden dürfen.
Zum Beispiel muss die Masse eines Satelliten beim Preliminary Design Review (PDR) mindestens 10 % unter dem spezifizierten Wert liegen. Dieser Wert ist abhängig vom Status der verschiedenen Elemente (z. B. Wiederverwendung eines Solar Arrays 2 % der Masse des Solar Arrays, bei Neuentwicklung mit neuen Zelltypen mit besserem Wirkungsgrad 10 %).
Die Budget-Reports werden für viele Parameter verlangt wie Masse, elektrische Leistung, Zuverlässigkeit, Größe der Softwareteile, die im Bordcomputer resident sind, usw.

## Praktische Anwendung von Systems Engineering
Für eine durchgängige Beschreibung des zu entwickelnden Systems ist es wichtig, abgestimmte Prozesse, Methoden und Tools (PMT) für Analyse und Entwicklung auf System- und Implementierungsebene zu nutzen. Eine Möglichkeit zur durchgängigen Beschreibung des Verhaltens und der Struktur des Systems besteht in der Nutzung von Konzepten des Model-Based Systems Engineering (MBSE).

### SysML
Als beschreibende Modellierungssprache kann dabei die SysML dienen, welche in der Version 1 auf Grundlage der UML entwickelt wurde. Derzeit gibt es eine Reihe von kommerziellen und Open Source Tools die spezifische SysML Implementierungen auf Basis der SysML v1.x anbieten (z. B. Enterprise Architect von SparxSystems, IBM Rational Rhapsody, Eclipse Papyrus, CATIA Magic etc.). Idealerweise erlaubt die eingesetzte PMT Lösung eine durchgängige und nachvollziehbare Systementwicklung vom Anforderungsmanagement über das System Modell bis hin zur Verifizierung und Validierung.
Mit SysML v2 wird derzeit eine neue Version der Modellierungssprache entwickelt, die eine verbesserte semantische Klarheit auf Basis einer von der UML unabhängigen Kernel Modeling Language (KerML), maschinenlesbare Modellrepräsentationen und eine standardisierte API für die Interoperabilität mit anderen Engineering-Tools bietet.

### DDSE
Data-Driven Systems Engineering (DDSE) Ansätze fokussieren sich neben der Beschreibung von Systemen, auch auf die Formelzusammenhänge von Engineering Daten daraus automatisiert berechnete Eigenschaften von Systemen. Für die hierbei eingesetzten PMT steht dabei nicht ein einheitliches Datenmodell im Vordergrund, sondern automatisierte Berechnungen, Schnittstellen und Toolintegrationen. Engineering Information Management (EIM) Systeme schaffen damit im Engineering Alltag einen Digital Thread zwischen Engineering Daten entlang des V-Modells. Somit können beispielsweise zahlen-basierte Anforderungen direkt in Berechnungen und Simulationen übernommen werden und deren Ergebnisse automatisiert in Dokumenten aktualisiert werden.

### Arcadia
Arcadia (Architecture Analysis & Design Integrated Approach) ist eine modell-orientierte Methode des System Engineerings, mit deren Hilfe bei der Planung komplexer Systeme die verschiedenen Teilbereiche (Systemarchitektur) definiert und in MBSE-Modellen beschrieben werden. Sie ist stark von SysML beeinflusst und stellt eine modellier-methodische Weiterentwicklung dar. Mit ihrer Anwendung sollen die Anforderungen eines Auftraggebers detailliert verstanden werden. Alle Aspekte eines umzusetzenden Produktes sollen für alle beteiligten Ingenieur-Disziplinen (Mechanik, Hydraulik, Elektronik, Elektrik, Software) so beschrieben werden, dass sie einer Lösung zugeführt werden können. Mit dem Open Source Werkzeug Capella werden solche interdisziplinären MBSE-Modelle Arcadia-basiert durchgängig und nachvollziehbar hergestellt. Auch die Integration mit PLM ist abgesichert.

## Einsatzgebiete

### SysML
- Im Automobilbereich integrieren alle großen Hersteller ihre SysML-Werkzeuge mit anderen Werkzeugen ihrer Engineering-Landschaft.[18]
- Umfassende Einsätze des Cameo System Modelers und Rhapsody finden sich im Verteidigungsbereich, besonders beim Verteidigungsministerium der Vereinigten Staaten.[19]

### Arcadia
Arcadia wird gemeinsam mit Capella in einer ganzen Reihe von Branchen eingesetzt. Fallbeispiele beschreiben Arcadia/Capella-Projekte bei Thales Australien, Deutsche Bahn – Digitale Schiene Deutschland, UK Atomic Energy Authority, Rolls Royce, Ariane Group, CNES, Autonomous Train Projekt, Framatome und Continental Automotive. Die European Space Agency (ESA) ist ebenfalls ein Arcadia/Capella Nutzer.
Den Arcadia/Capella-Einsatz nutzen zudem komplexe Bahnprojekte wie im Bereich der Leit- und Sicherungstechnik für Eisenbahnen in Nordeuropa. oder beim Großprojekt SmartRail 4.0 der europäischen Bahngesellschaften in diverser Projektarbeit.
Ein anderer Anwendungsbereich ist das MBSE-Explorations-Großprojekt mit Arcadia und Capella beim weltgrößten Hersteller für Mikroelektrionik-Herstellungsmaschinen ASML.
Darüber hinaus werden Arcadia und Capella bei einer Vielzahl von industriellen Akteuren eingesetzt. Ein Spezialfall ist dabei die Siemens AG, die gemeinsam mit OBEO Arcadia und Capella in das Produktportfolio von Siemens Digital Industries Software integriert hat.
Einmal jährlich wird auf den Capella Days über neue Arcadia/Capella Projekte aus allen Teilen der Welt berichtet. Zusätzlich finden in regelmäßigen Abständen Webinare statt, wo über Spezialthemen vorgetragen wird.

## Studium und Ausbildung
In Deutschland gibt es immer mehr Hochschulen und zwischenzeitlich auch wenige Universitäten, die Systems Engineering als Präsenz- oder Fernstudiengang anbieten. Beispielsweise wird am universitätsinternen Institut für wissenschaftliche Weiterbildung (casc – campus advanced studies center) der Universität der Bundeswehr München ein weiterbildender Masterstudiengang Systems Engineering (M.Sc.) angeboten.
Berufstätige mit einem ersten berufsqualifizierenden Hochschulabschluss werden im Rahmen des anwendungsbezogenen Weiterbildungsangebots im Zukunftsfeld Systems Engineering auf komplexe Management- und Führungsaufgaben in Bundeswehr, öffentlichem Dienst, Wirtschaft und Industrie vorbereitet. Der Studiengang ist interdisziplinär ausgerichtet.
Eine ganzheitliche und systematische Sicht- und Vorgehensweise sowie das konsequente Einsetzen von Methoden und Prozesse des Systems Engineering stehen im Fokus. Die Studierenden erhalten das nötige Rüstzeug, um komplexe Systeme mit ihren unterschiedlichsten Anforderungen über den gesamten Systemlebenszyklus hinweg zu strukturieren, zu analysieren, zu spezifizieren, zu entwickeln und anzupassen.
Neben dem Masterstudium können auch nur einzelne Hochschulzertifikate im sogenannten Modulstudium erworben werden. Diese können dann auf den Master-Studiengang angerechnet werden. Die berufsbegleitende Weiterbildung findet im Blended-Learning-Format statt, d. h. Fernstudienphasen wechseln mit Präsenzphasen auf dem Campus ab.
Da Systems Engineering jedoch als Begriff breit auslegbar ist, kann die Ausbildung von Ausbildungsinstitution zu Ausbildungsinstitution unterschiedlich gestaltet sein und insbesondere auch unterschiedliche Schwerpunkte setzen.
Beispielsweise bietet die TH Ulm einen Master-Studiengang „Systems Engineering and Management“ mit den Schwerpunkten Electrical Engineering, Mechanical Engineering, Industrial Management und Logistics an, wobei der Schwerpunkt Electrical Engineering auch mit internationalem Austausch und somit in englischer Sprache absolviert werden kann.
Weiterhin bietet die Hochschule Landshut bereits seit 2009 einen zusätzlich von der GfSE akkreditierten Masterstudiengang „Systems Engineering“ an, der es den Absolventen zusätzlich erlaubt, ergänzend zum Abschlussgrad M. Eng. auch die Prüfung zum „Certified Systems Engineer“ als Zusatzqualifikation abzulegen.
In der Schweiz wird Systems Engineering vorwiegend an der ETH Zürich als obligatorisches Fach gelehrt, wie zum Beispiel in den Studienrichtungen des Departementes für Bau, Umwelt und Geomatik (Bauingenieur, Umweltingenieur und Geomatikingenieur).
Die bayerisch-schwäbischen Hochschulen Augsburg, Kempten und Neu-Ulm bieten den Studiengang Systems Engineering (Bachelor) für Fachkräfte und Auszubildende der Industrie berufsbegleitend im Verbund oder mit vertiefter Praxis an. Zusätzlich kann das Studium auch in Vollzeit absolviert werden. Dafür haben die drei Hochschulen eigene Hochschulzentren in Nördlingen, Memmingen und Leipheim errichtet. Das Studienmodell „Digital und Regional“ sieht zwei Tage Studium pro Woche vor und drei Tage Ausbildung oder Mitarbeit in einem Unternehmen.

## Zertifizierung
Seit 2012 bietet die Gesellschaft für Systems Engineering e. V. (GfSE) in Kooperation mit dem TÜV Rheinland als akkreditierte Zertifizierungsstelle eine berufsbegleitende Personalzertifizierung für Systems Engineers als „Certified Systems Engineer (GfSE)“ an. Die Zertifizierung bietet die drei Zertifizierungsstufen C („Verstehen“), B („Anwenden“) und A („Beherrschen“), wobei A den Experten-Level darstellt.
| SE-Zert (GfSE)        | INCOSE-Entsprechung |
| --------------------- | ------------------- |
| Level C – verstehen   | ASEP                |
| Level B – anwenden    | CSEP                |
| Level A – beherrschen | ESEP                |

Die Stufe C dauert fünf Monate, beinhaltet etwa zwölf Präsenztage bei einem lizenzierten Schulungsanbieter und endet mit einer zweistündigen Prüfung durch die SE-TREC GmbH und GfSE-Assessoren. Das verliehene Zertifikat stellt einen unabhängigen Nachweis von Kenntnissen im Systems Engineering dar.
Inhaber der SE-Zertifikate Level C und B können auf Antrag das entsprechende INCOSE-Zertifikat beantragen.